# Верхні Таволги
Верхні Та́волги (рос. Верхние Таволги) — присілок у складі Нев'янського міського округу Свердловської області.
Населення — 142 особи (2010, 204 у 2002).
Національний склад станом на 2002 рік: росіяни — 97 %.